# Driedaagse De Panne - Koksijde 1987
La Driedaagse De Panne - Koksijde 1987, undicesima edizione della corsa, si svolse dal 31 marzo al 2 aprile su un percorso di 541 km ripartiti in 3 tappe (la prima suddivisa in due semitappe), con partenza a Tielen e arrivo a De Panne. Fu vinta dal belga Eric Vanderaerden della squadra Panasonic davanti all'irlandese Sean Kelly e all'altro belga Jean-Luc Vandenbroucke, replicando in modo identico le prime tre posizioni dell'edizione precedente.

## Tappe
| Tappa  | Data      | Percorso                              | km  | Vincitore di tappa | Leader cl. generale |
| ------ | --------- | ------------------------------------- | --- | ------------------ | ------------------- |
| 1ª-1ª  | 31 marzo  | Tielen > Herzele                      | 128 | Eric Vanderaerden  | Eric Vanderaerden   |
| 1ª-2ª  | 31 marzo  | Herzele > Herzele (cron. individuale) | 17  | Sean Kelly         | Eric Vanderaerden   |
| 2ª     | 1º aprile | Herzele > De Panne                    | 215 | Eric Vanderaerden  | Eric Vanderaerden   |
| 3ª     | 2 aprile  | De Panne > De Panne                   | 181 | Eric Vanderaerden  | Eric Vanderaerden   |
| Totale | Totale    | Totale                                | 541 |                    |                     |

## Dettagli delle tappe

### 1ª tappa - 1ª semitappa
- 31 marzo: Tielen > Herzele – 128 km

| Pos. | Corridore           | Squadra   | Tempo    |
| ---- | ------------------- | --------- | -------- |
| 1    | Eric Vanderaerden   | Panasonic | 3h16'56" |
| 2    | Frank Van De Vijver | Lotto     | s.t.     |
| 3    | Jesper Skibby       | Roland    | s.t.     |

| Pos. | Corridore         | Squadra   | Tempo |
| ---- | ----------------- | --------- | ----- |
| 1    | Eric Vanderaerden | Panasonic |       |

### 1ª tappa - 2ª semitappa
- 31 marzo: Herzele > Herzele (cron. individuale) – 17 km

| Pos. | Corridore              | Squadra      | Tempo  |
| ---- | ---------------------- | ------------ | ------ |
| 1    | Sean Kelly             | KAS-Canal 10 | 23'17" |
| 2    | Jean-Luc Vandenbroucke | KAS-Canal 10 | a 6"   |
| 3    | Eric Vanderaerden      | Panasonic    | a 16"  |

| Pos. | Corridore         | Squadra   | Tempo |
| ---- | ----------------- | --------- | ----- |
| 1    | Eric Vanderaerden | Panasonic |       |

### 2ª tappa
- 1º aprile: Herzele > De Panne – 215 km

| Pos. | Corridore         | Squadra   | Tempo    |
| ---- | ----------------- | --------- | -------- |
| 1    | Eric Vanderaerden | Panasonic | 5h35'52" |
| 2    | Steve Bauer       | Toshiba   | s.t.     |
| 3    | Étienne De Wilde  | Sigma     | s.t.     |

| Pos. | Corridore         | Squadra   | Tempo |
| ---- | ----------------- | --------- | ----- |
| 1    | Eric Vanderaerden | Panasonic |       |

### 3ª tappa
- 2 aprile: De Panne > De Panne – 181 km

| Pos. | Corridore               | Squadra      | Tempo    |
| ---- | ----------------------- | ------------ | -------- |
| 1    | Eric Vanderaerden       | Panasonic    | 4h51'57" |
| 2    | Sean Kelly              | KAS-Canal 10 | s.t.     |
| 3    | Jean-Pierre Heynderickx | TeVe Blad    | s.t.     |

| Pos. | Corridore              | Squadra      | Tempo     |
| ---- | ---------------------- | ------------ | --------- |
| 1    | Eric Vanderaerden      | Panasonic    | 14h07'30" |
| 2    | Sean Kelly             | KAS-Canal 10 | a 35"     |
| 3    | Jean-Luc Vandenbroucke | KAS-Canal 10 | a 49"     |

## Classifiche finali

### Classifica generale
| Pos. | Corridore              | Squadra                         | Tempo     |
| ---- | ---------------------- | ------------------------------- | --------- |
| 1    | Eric Vanderaerden      | Panasonic                       | 14h07'30" |
| 2    | Sean Kelly             | KAS-Canal 10                    | a 35"     |
| 3    | Jean-Luc Vandenbroucke | KAS-Canal 10                    | a 49"     |
| 4    | Allan Peiper           | Panasonic                       | a 1'03"   |
| 5    | Edwig Van Hooydonck    | Superconfex-Kwantum Hallen-Yoko | a 1'05"   |
| 6    | Gerrit Solleveld       | Superconfex-Kwantum Hallen-Yoko | a 1'18"   |
| 7    | Marc Sergeant          | Lotto-Eddy Merckx               | a 1'22"   |
| 8    | Steve Bauer            | Toshiba-Look-La Vie Claire      | a 1'25"   |
| 9    | Ferdi Van den Haute    | ADR- Fangio-IOC-MBK             | a 1'39"   |
| 10   | Jean-Marie Wampers     | Hitachi-Marc                    | a 1'41"   |